# Synagoge (Bad Sobernheim)

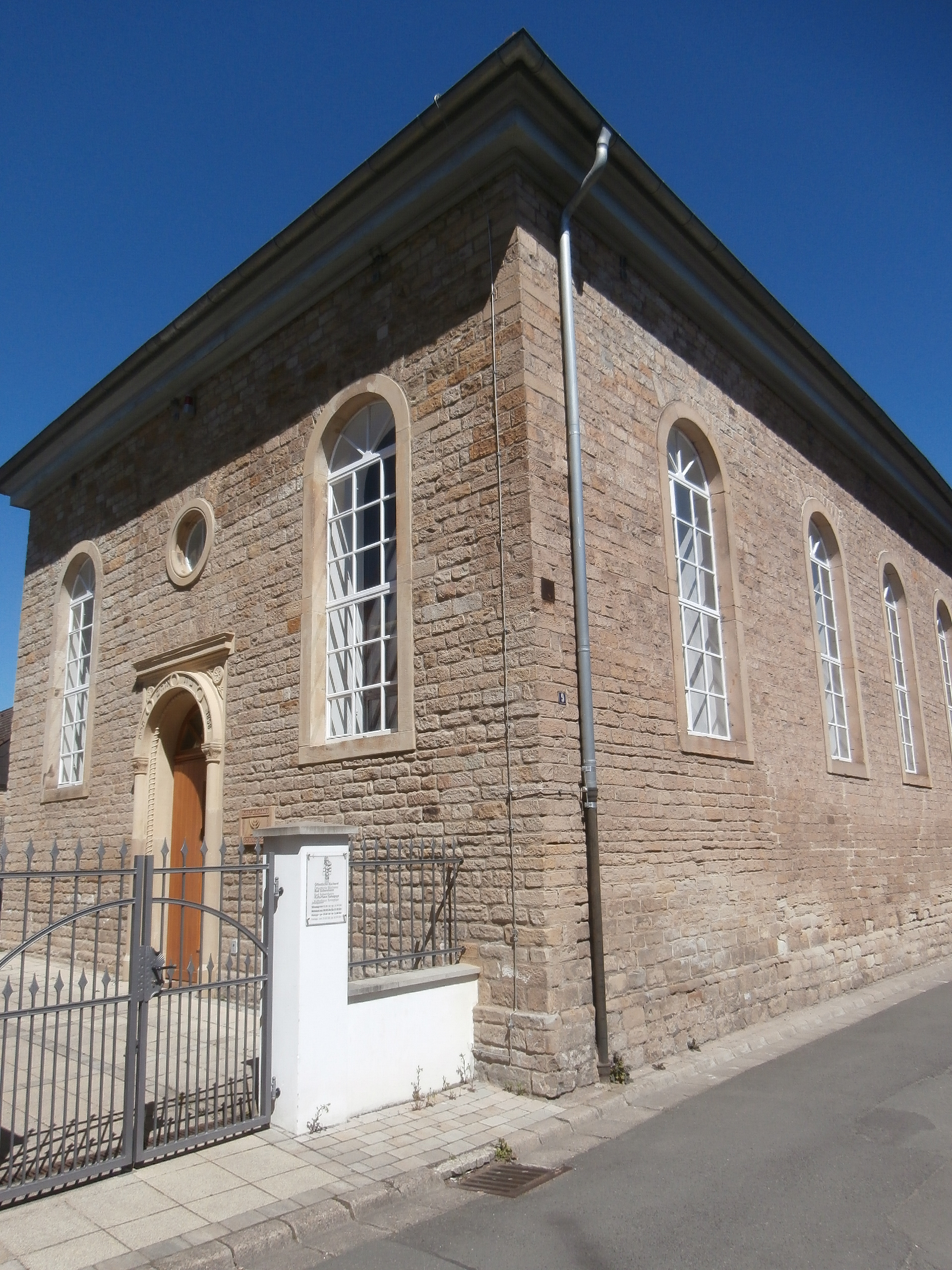
Synagoge in Bad Sobernheim, 2016

Die Synagoge in Bad Sobernheim, einer Stadt im Landkreis Bad Kreuznach in Rheinland-Pfalz, wurde 1859 errichtet. Die profanierte Synagoge an der Gymnasialstraße 9 ist ein geschütztes Kulturdenkmal.

## Architektur
Der spätklassizistische Sandsteinquaderbau mit Pyramidendach besitzt Rundbogenfenster. Im Jahr 1904 wurde die Synagoge um eine Fensterachse erweitert. Das Rundbogenportal weist eine hebräische Inschrift und die Jahreszahl 1858 auf.

## Zeit des Nationalsozialismus
Beim Novemberpogrom 1938 wurde die Synagoge demoliert und geschändet. Die Gebetbücher wurden verbrannt. 
Im Jahr 1939 wurde die Synagoge an die Stadt verkauft. Im Zweiten Weltkrieg wurde das Synagogengebäude als Lagerraum für die Wehrmacht zweckentfremdet.

## Heutige Nutzung
Nachdem das Synagogengebäude, das nach dem Krieg in Privatbesitz kam, bis in die 1980er Jahre als Lager von Unternehmen genutzt wurde, übernahm der 1989 gegründete „Förderverein Synagoge Sobernheim e. V.“ das Gebäude, das 2001 wieder von der Stadt gekauft wurde, und richtete nach der Renovierung eine Gedenkstätte und Bibliothek darin ein.